# Teleki József (ugocsai főispán)
Széki gróf Teleki József (Huszt, 1738. december 21. – Szirák, 1796. szeptember 1.) magyar főispán, koronaőr, műgyűjtő és író.

## Családja
Apja széki gróf Teleki László (1710–1778) kormányfőtanácsos, édesanyja rádai Ráday Eszter (1716–1764), II. Rákóczi Ferenc kancellárjának, Ráday Pálnak a leánya, nagybátyja a könyvtáralapító Teleki Sámuel gróf erdélyi kancellár volt. Egy ikertestvére volt, Teleki Dániel, aki még gyerekként, 1745-ben meghalt.
1762. június 7-én, Nagyszebenben megnősült, elvette királyfalvi Róth Jankát (1740–1813), királyfalvi Róth Tamás és felsővattai Wattay Borbála lányát. Gyermekeik Teleki László (1764–1821), Teleki István, Teleki Janka és Teleki József (1777–1817) voltak.

## Élete
Hétéves volt, amikor Losoncra került iskolába, 10 éves koráig ott volt, majd magánnevelők tanították. 16 éves korában Bod Péterhez küldték Magyarigenbe, ahol filozófiát, teológiát, és históriát tanult. Bod Péter iskolájából (akárcsak Sámuel nagybátyja), a marosvásárhelyi kollégiumba került, ahol történelmet, teológiát, filozófiát és matematikát hallgatott.
1759-től a bázeli iskolába ment, Daniel Bernoulli magántanítványaként. Szülei nehezen engedték el az egyetlen fiúgyermeküket. Bázel városában több hónapig együtt időzött Teleki Sámuellel, aki hasonló útvonalon járt iskolába, mint ő. A bázeli egyetemen először jogot tanult, de nemsokára a természettudományok felé fordult érdeklődése. Ekkor kezdett könyveket is vásárolni, nemcsak a professzorai tankönyveit, hanem filozófiai, szépirodalmi, művészeti, zenei tárgyú könyveket, útleírásokat és útikönyveket is.
Járt az akkori főúri és magánkönyvtárakban, valamint a szerzetesrendek könyvtáraiban is.
Bázel után a leideni egyetemen tanult, itt meglátogatta Rousseau-t is. Ekkor már több nyelven beszélt, a magyaron és románon kívül latinul, németül és franciául.
Többször utazott hosszabb időre Svájcba, Hollandiába, Németországba és Franciaországba.
Utazásai alatt találkozott a felvilágosodás időszakának jeles személyeivel, tudósokkal, bejáratos volt a legelőkelőbb szalonokba is. Utazásáról naplót írt. Teleki ekkor ismerkedett meg Voltaire drámáival, elutasította Voltaire-t, mint a vallásellenes művek szerzőjét, de nagy drámaírónak és a drámaírás jeles teoretikusának tartotta. Voltaire drámái a toleranciát hirdették, míg Telekinek eszménye a vallás és az élet számos más területén is megnyilvánuló türelem volt.
1761 áprilisában szülei Bécsben várták. A legnagyobb probléma a könyveivel adódott, a vámon több könyvet visszatartottak, ennek elintézése pár napig ott tartotta családjával együtt. Ez alatt az idő alatt az a megtiszteltetés érte, hogy kihallgatáson lehetett a királynőnél, Mária Teréziánál.
Hazatérve a református hitvédelemnek szentelte idejét.
1762. június 7-én, Nagyszebenben megnősült, elvette királyfalvi Róth Jankát (1741–1814). Ettől kezdve hol otthon, hol Bécsben intézte a családi ügyeket. 1772-ben a marosvásárhelyi református kollégium főgondnoka lett. 1781-ben Marosvásárhelyen a királyi Tábla ülnökévé nevezték ki. 1782-ben Békés vármegye főispánja, és év végén Ugocsa vármegye főispánja lett. Az 1790–91-es országgyűlésbe is beválasztották képviselőként.
Az 1790-es országgyűlésben még a Habsburg-ellenes táborhoz tartozott. A francia forradalom után viszont az udvarhoz lett hű, konzervatív protestáns szellemisége támadta a Voltaire által képviselt felvilágosodás eszméit.
1791-ben a református zsinat elnökévé választották. 1795-ben lett a Szent Korona őre.

## Könyvgyűjtői tevékenysége
Utazásai során főleg modern szemléletű könyveket vásárolt.
Később megvásárolta Péczeli Józsefné elhunyt férjének könyveit, a 692 kötetes, főleg francia nyelvű, a felvilágosodás időszakával kapcsolatos könyvtárát.
Cornides Dániel magyar történelmi könyvtárát is megszerezte, mely 2000 kötetes volt, mellette érméket is vásárolt tőle.
Sok könyvet vett meg Johann Georg Schwandner osztrák történetíró hagyatékából is.
A könyveket három helyen tette könyvtárba, Pesten, Marosvásárhelyen (Teleki Téka) és Szirákon.
Pesten 1721 kötetes könyvtárat tartott fenn.
Marosvásárhelyen 1763-ban helyezte el könyveit a mai Máramaros bank épületében. Ezen a helyen egyúttal kitömött állatokból, matematikai és fizikai műszerekből múzeumot is berendezett.
A könyvtár katalógusát fiai, László és István készítették el az általa Párizsból hazahozott minta alapján.
Halála után a könyvek a Teleki örökösökhöz kerültek, majd a könyvek nagy része az Akadémia könyvtárában lelte meg végső helyét.
Tudósok mecénása volt, tehetséges embereket istápolt.
Fennmaradt könyvtára felbecsülhetetlen értéket képvisel.

## Érdekesség
A sziráki kastély 1762-ben Teleki József gróf tulajdonába került. Az épületet királyfalvi Róth Tamás és felesége Wattay Borbála emelték, s a kronosztikon az évszámot is tudomásunkra hozza: 1748-ban jelöli meg a kastély befejezését. Építését követően háborús tűzvész romba döntötte. Róth Tamás, a protestáns neveltetésű, humanista műveltségű nemes az egri Giovanni Battista Corleonét bízta meg kastélya újjáépítésével. Változatos, festői kontúrjával, játékosan halmozott építészeti elemeivel a kastély némileg egyedülálló jelenségnek tűnik a magyarországi kastélyok között. Róth Tamás és Wattay Borbála egyetlen gyermeke, Róth Janka (Johanna, 1741–1817), 1762-ben Teleki József felesége lett. Ennek a házasságnak a révén került a kastély a Teleki család tulajdonába.
A gróf kora egyik legműveltebb főura volt. Megismerte a felvilágosodás eszméit, személyesen találkozott Voltaire-rel és Rousseau-val. A díszteremben lévő falképekre Teleki József adott megbízást. A képeket egy ismeretlen sziráki festő festette, egy 17. századi német mester, Johann Wilhelm Baur metszetsorozata alapján. Itt a gazdag látszatarchitektúrával tagolt falmezőkben hat grisaille technikával festett figurális jelenet Ovidius Metamorphosesének egy-egy epizódját ábrázolja. Ebben a kastélyban született Teleki László, a magyar 1848–49-es forradalom és szabadságharc párizsi nagykövete, akit öngyilkossága után itt temettek el, a családi kriptában. Később a kastély házasság révén a Degenfeld grófok birtokába került, akik 1944-ig tartózkodtak itt. 

## Fő művei
- Essai sur la foiblesse des esprits-forts (Leyden, 1760, Amszterdam, 1761, 1762)
- Atyafiúi barátságnak oszlopa (költemény, Kolozsvár, 1779)
- Sermo quem . . , in frequentissimo omnium regni Hungnriae statuum et ordinum conventu die 13. Martii 1791 Posunii habuit (H. n.)
- La cour de Louis XV. Journal de voyage du comte J. Teleki (Kiadta Tolnai Gábor, Bp., 1943)
- Egy erdélyi gróf a felvilágosult Európában. Teleki József utazásai, 1759–1761; sajtó alá rend., tan., mutató, jegyz. Tolnai Gábor; Akadémiai, Bp., 1987 (Régi magyar prózai emlékek)